# Denevérlepke
A denevérlepke (Caligo uranus) a rovarok (Insecta) osztályának lepkék (Lepidoptera) rendjébe, ezen belül a tarkalepkefélék (Nymphalidae) családjába tartozó faj.

## Előfordulása
A denevérlepke Mexikó keleti részén és Guatemalában honos.

## Megjelenése
Szárnyfesztávolsága 9–12 centiméter. A lepke elülső szárnyai felül kékesek, sötét széllel; a kék alapon világosabb sáv fut végig. A második szárnyakon, a kék helyett sötétbarna van; ezeknek a szélei sárga színűek. Hernyója 15 centiméteresre is megnőhet.

## Életmódja, élőhelye
Az imágója a denevérekhez hasonlóan az esti és a hajnali órákban repül. Sokáig (akár fél évig is) élhet. Hernyója a banáncserjék (Musa x paradisiaca) nagy kártevője.

## Érdekességek
A Fővárosi Állat- és Növénykert lepkeházának egyik feltűnően nagy ékessége.